# Bathurst Island (Kanada)
Bathurst Island ist eine zur Gruppe der Königin-Elisabeth-Inseln gehörende Insel im kanadischen Territorium Nunavut.

## Geografie
Die Insel ist 16.042 km² groß und nimmt unter den größten Inseln Kanadas Platz 13 ein. Gemeinsam mit Cameron Island, Île Vanier, Massey Island, Alexander Island und Helena Island bildet sie die Bathurst-Gruppe der Parry-Inseln. Ihre größeren Nachbarinseln sind Melville Island im Westen, Cornwallis Island im Südosten und Devon Island im Osten. Im Süden grenzt die Insel an den Viscount-Melville-Sund.
Bathurst Island ist stark gegliedert. Meeresarme wie Bracebridge Inlet im Osten sowie May Inlet und Young Inlet im Norden schneiden sich tief in die Insel ein. Diese ist relativ niedrig, nur wenige Gebiete erheben sich über 300 m.
In den 1960er und 1970er Jahren befand sich der arktische Magnetpol auf Bathurst Island, bevor sich seine Lage weiter nach Norden verschob.

## Flora und Fauna
Wegen der guten Bodenbeschaffenheit ist die Vegetation reichlicher als auf anderen arktischen Inseln. Davon profitiert auch die Tierwelt, zu deren Schutz im zentralen Teil der Insel das 2636 km² große Reservat Polar Bear Pass National Wildlife Area eingerichtet wurde. Seit 1982 ist es als Ramsar-Gebiet ausgewiesen. Es handelt sich dabei um ein im Tal zwischen Bracebridge Inlet und Goodsir Inlet gelegenes vegetationsreiches arktisches Feuchtgebiet mit einem Bewuchs von Flechten, Moosen, Gräsern, Blütenpflanzen und Zwergsträuchern. Über 30 Vogelarten, meist Wasservögel, brüten in dem Gebiet, darunter Thorshühnchen und Ringelgänse. An Landsäugetieren kommen zwei Lemmingarten, der Polarfuchs, der Wolf, das Peary-Karibu und der Moschusochse vor. Im Sommer durchziehen Eisbären das Tal auf ihrem Weg zur Graham-Moore-Bucht im Südwesten. Im angrenzenden Meer leben Ringelrobben und Walrosse.

## Geschichte
Bathurst Island war in historischen Zeiten nie dauerhaft bewohnt. Im Osten der Insel, an Brooman Point und Markham Point, wurden aber Siedlungsreste der Paläoeskimo gefunden. Aus europäischer Sicht wurde die Insel am 25. August 1819 von Sir William Edward Parry auf der Suche nach der Nordwestpassage entdeckt und nach Henry Bathurst, 3. Earl Bathurst benannt. Die Süd- und Westküste wurden 1851 von Horatio Thomas Austins Suchexpedition nach dem verschollenen John Franklin erforscht, die Nordküste zwei Jahre später von Sir Edward Belchers Expedition. 1906 nahm Joseph-Elzéar Bernier (1852–1934) die Insel formal für Kanada in Besitz.